# Közös tudás (játékelmélet)
A közös tudás a játékelméletben, a teljes információs játékokban használt legmagasabb tudásszint. Ha adott egy {\displaystyle I} információ, akkor beszélhetünk közös tudásról, ha minden játékos tudja {\displaystyle I}-t, minden játékos tudja, hogy minden játékos tudja {\displaystyle I}-t, minden játékos tudja, hogy minden játékos tudja, hogy minden játékos tudja {\displaystyle I}-t és így tovább a végtelenségig. Ez a gyakorlatban azt jelenti, hogy képesek egymás fejével gondolkodni és ugyanazokat a racionális döntéseket hozni.
A közös tudás formális játékelméleti definíciója Aumann (1976) nevéhez fűződik.
A magyar szakirodalomban párhuzamosan használják a köztudás (Forgó, Pintér, Simonovits, Solymosi, 2005), illetve köztudott tudás kifejezéseket is.

## Illusztráció
A közös tudás hiányából adódó problémákat legjobban a drótposta-játék mutatja be.
András és Bence szeretnek moziba járni. András szokta figyelni a moziműsort, de a filmeket csak akkor élvezi igazán, ha barátja, Bence is csatlakozik hozzá. Amikor András talál egy jó filmet, küld egy e-mailt Bencének a találkozó helyével és időpontjával. Ha nem kap e-mailt, Bence otthon marad. András is otthon marad, ha nem tudja biztosan, hogy Bence megkapta az e-mailt ezért Bence a levél megérkeztekor küld egy visszajelzést. Viszont ő azt is tudja, hogy András csak akkor megy el a moziba, ha megkapta a visszajelzést. Így Bence csak akkor indul el, ha tudja, hogy András megkapta a visszajelzését: azaz Andrásnak újabb választ kell küldenie. Beláthatjuk, hogy a történet a végtelenségig folytatódik. A példa ugyanúgy működik minden kommunikációs csatornára, ahol van egy tetszőlegesen csekély bizonytalanság az üzenetek megérkezésével kapcsolatban, legyen szó postán küldött levélről, vagy egy mobiltelefonbeszélgetésről.